# Lark Harbour
Lark Harbour is een plaats en gemeente (town) in de Canadese provincie Newfoundland en Labrador. De gemeente ligt aan de westkust van het eiland Newfoundland.

## Geografie
De dorpskern van Lark Harbour ligt aan de gelijknamige inham. Deze bevindt zich aan het westelijke uiteinde van de Bay of Islands, een grote baai aan Newfoundlands westkust. Het dorpscentrum kijkt uit over het smalle schiereilandje van het Provinciaal Park Blow Me Down, dat van de locatie een goede natuurlijke haven maakt. Lark Harbour ligt 35 km ten noordwesten van de stad Corner Brook aan het eindpunt van Route 450.
Het westelijke deel van de gemeente ligt aan de oevers van de Saint Lawrencebaai. Aan die zijde van de gemeente Lark Harbour bevindt zich de inham Bottle Cove eveneens de ook tot de gemeente behorende buurt Little Port.

## Geschiedenis
In 1974 werd Lark Harbour een gemeente met de status van local government community (LGC). In 1980 werden LGC's op basis van The Municipalities Act als bestuursvorm afgeschaft. De gemeente werd daarop automatisch een community om een aantal jaren later uiteindelijk een town te worden.
In 2013 liet de provinciale overheid een haalbaarheidsonderzoek voeren naar de eventuele creatie van een fusiegemeente bestaande uit Lark Harbour en York Harbour. De fusie vond echter nooit plaats en Lark Harbour bleef gewoon als zelfstandige gemeente voortbestaan.

## Demografie
Demografisch gezien is Lark Harbour, net zoals de meeste kleine dorpen op Newfoundland, aan het krimpen. Tussen 1986 en 2021 daalde de bevolkingsomvang van 829 naar 508. Dat komt neer op een daling van 321 inwoners (-38,7%) in 35 jaar tijd.
| Demografische ontwikkeling van Lark Harbour tussen 1951 en 2021            |
| -------------------------------------------------------------------------- |
|                                                                            |
| Bron: Statistics Canada (1951–1986, 1991–1996, 2001–2006, 2011–2016, 2021) |

## Galerij

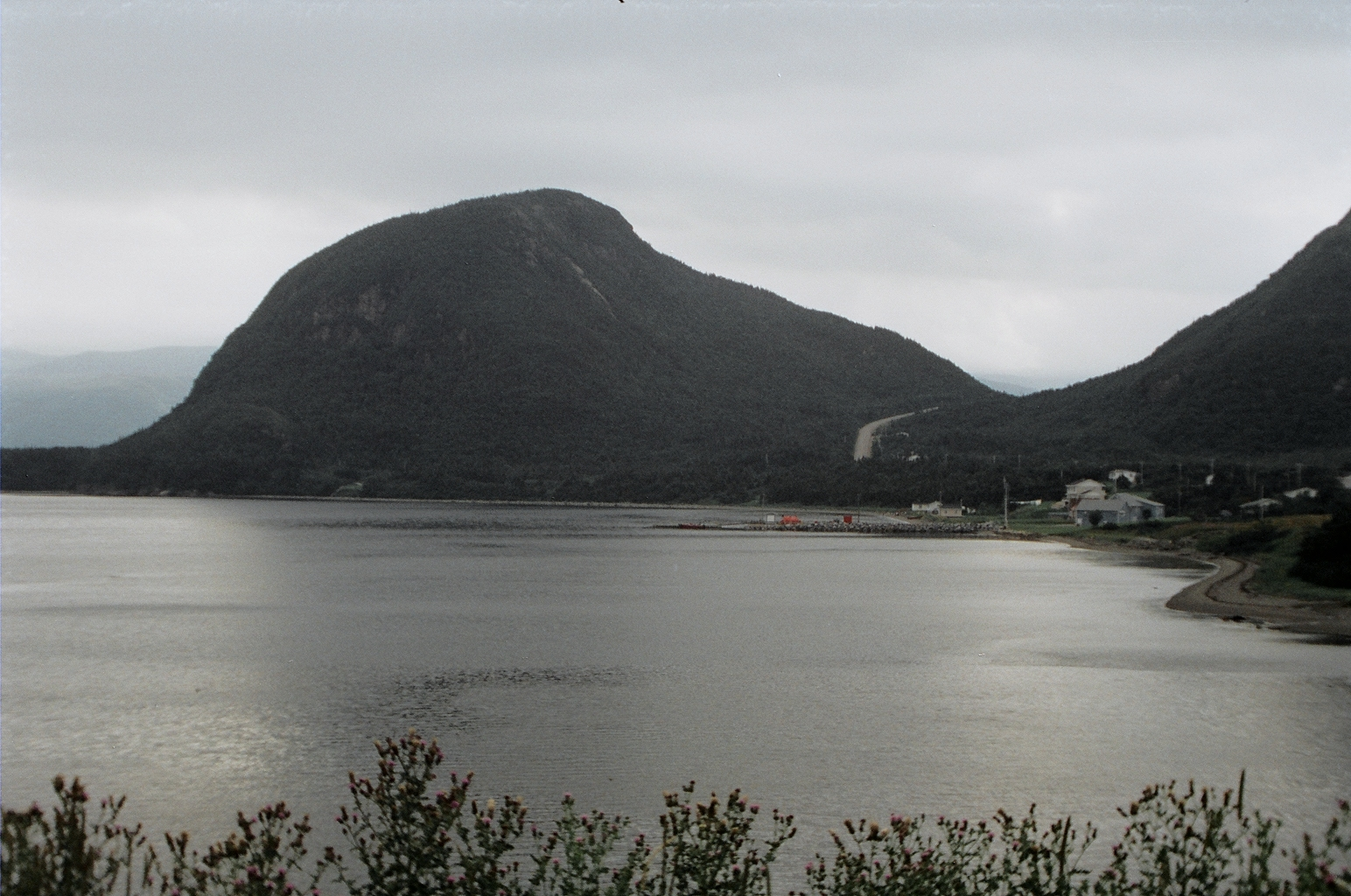
Zicht op het schiereilandje van het Provinciaal Park Blow Me Down
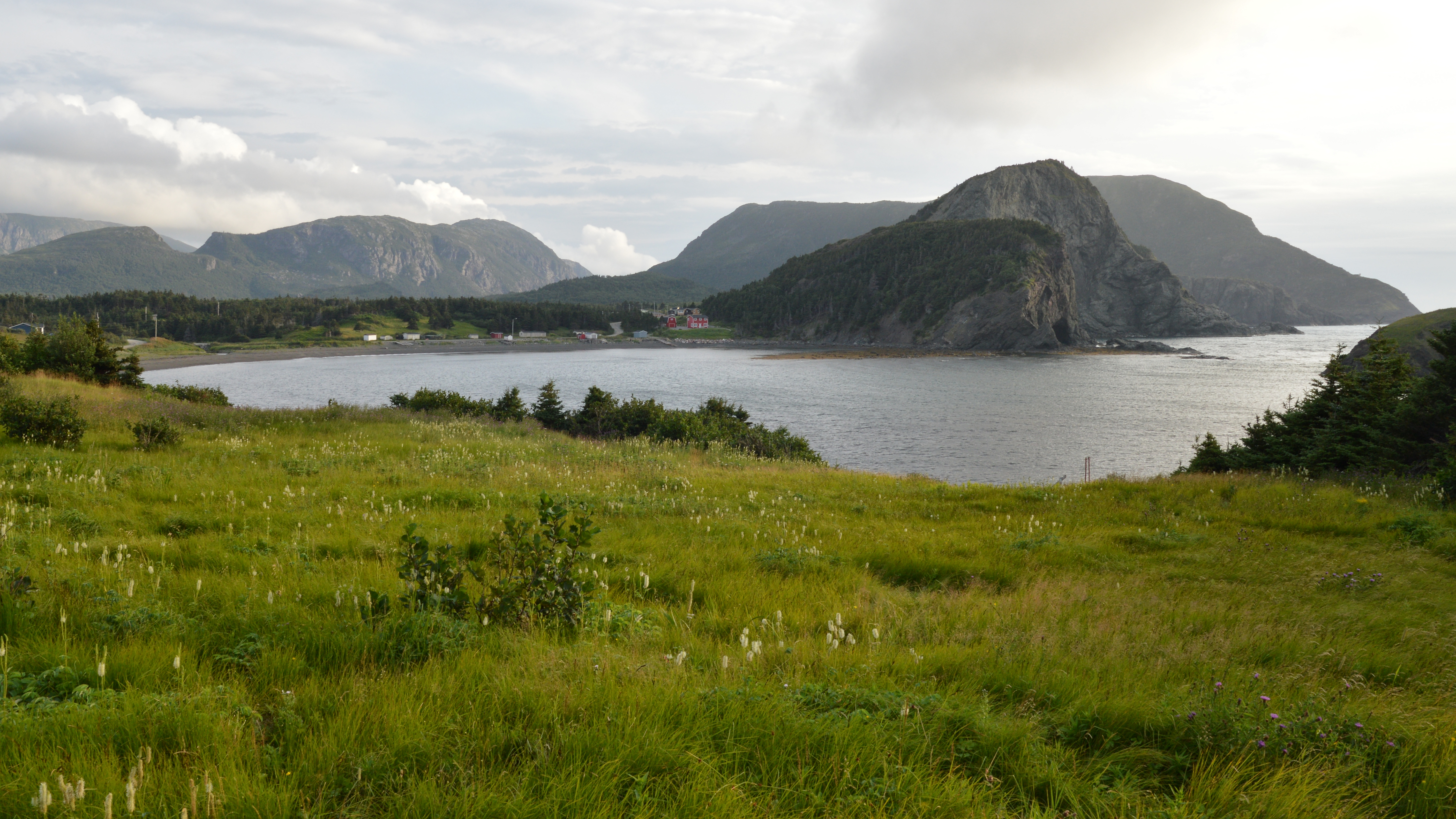
Bottle Cove
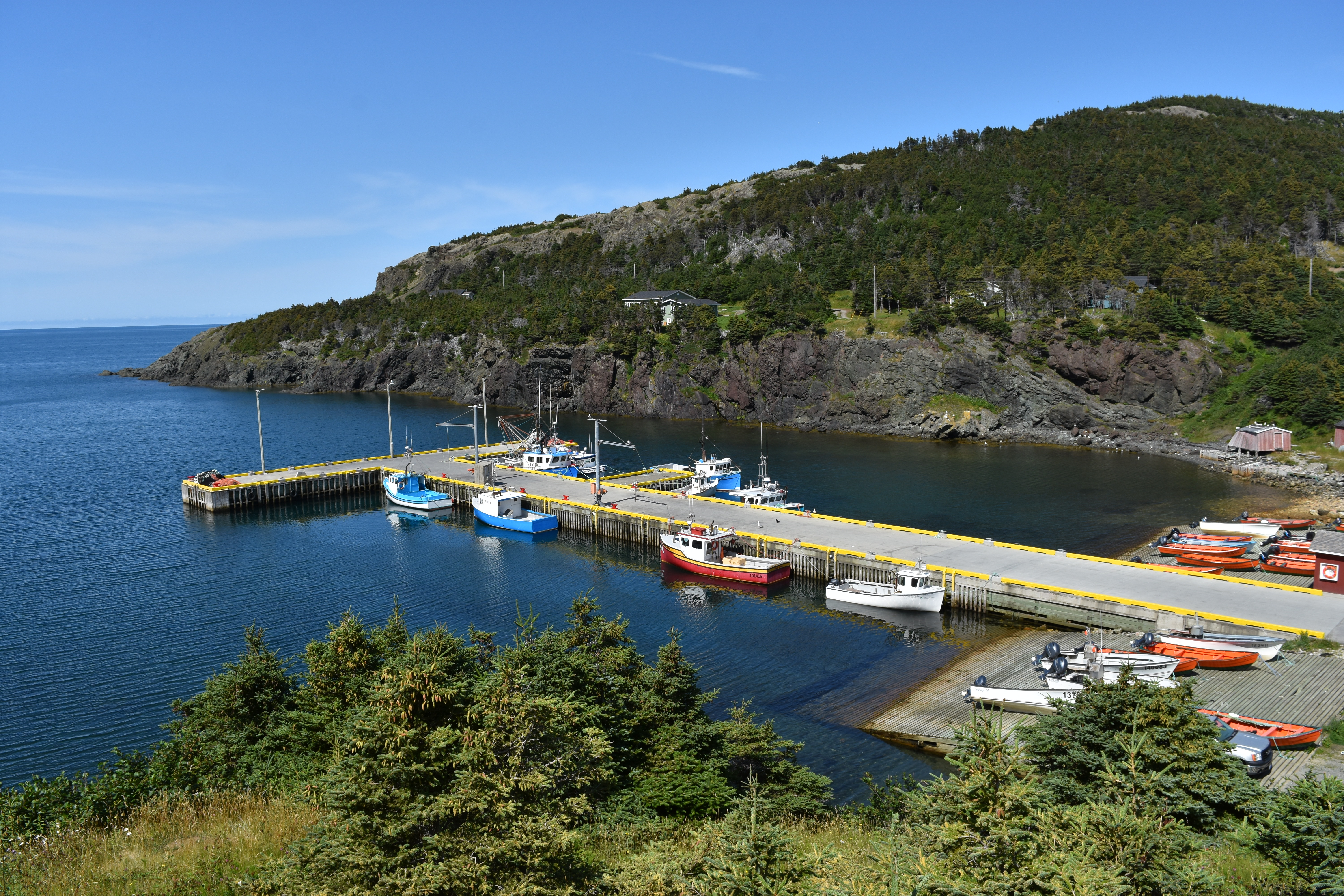
De haven van Little Port
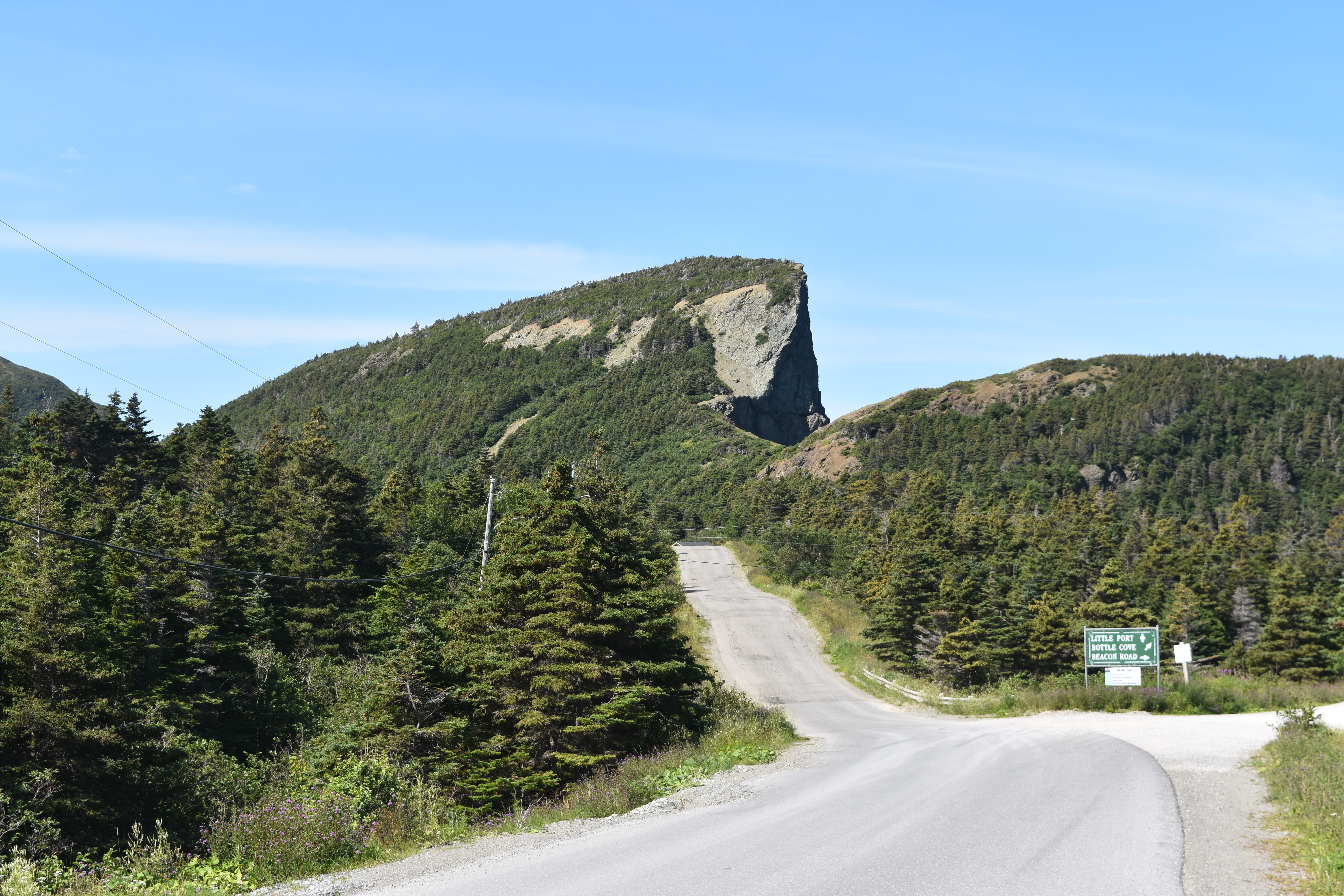
Weg van het dorpscentrum naar Little Port